# Astracantha radschirdensis
Astracantha radschirdensis är en ärtväxtart som först beskrevs av Sirj. och Joseph Friedrich Nicolaus Bornmüller, och fick sitt nu gällande namn av Dieter Podlech. Astracantha radschirdensis ingår i släktet Astracantha och familjen ärtväxter. Inga underarter finns listade i Catalogue of Life.